# 電影中的舞蹈
電影中的舞蹈（英語：Dance in film）指的是部分电影中会呈现出辨识度高的舞蹈形式，以展示特点，揭示起源，或将其作为情节的基础。该类电影虽然会包含舞蹈片段但本身不是舞蹈作品。